# Andrei Wladimirowitsch Kusmenko

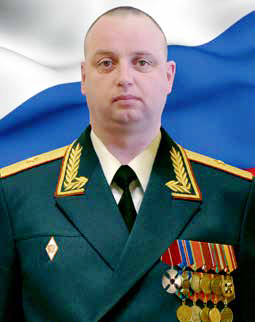
Andrei Kusmenko (2016)

Andrei Wladimirowitsch Kusmenko (russisch Андрей Владимирович Кузьменко; * 10. November 1972 in Baku, Aserbaidschanische SSR) ist ein russischer Offizier. Seit 2023 hat er den Dienstgrad Generaloberst.

## Leben
Im August 1990 trat Kusmenko in die Landstreitkräfte der Sowjetarmee ein und besuchte die Höhere Kommandeurschule „Oberster Sowjet der Aserbaidschanischen SSR“. Aufgrund der Auflösung der Schule im Jahr 1992 wurde er an die Höhere Militärakademie  „M.W. Frunse“ in Omsk versetzt und schloss diese 1994 ab. 2003 absolvierte er die Allgemeine Militärakademie der Russischen Streitkräfte.
Zwischen 1994 und 2011 durchlief er verschiedenen Positionen, beginnend als Kommandeur eines Aufklärungszuges und zwischen 2008 und 2011 schließlich als Kommandeur der 17. selbstständigen Garde-MotSchützen-Brigade im nordkaukasischen Militärbezirk. Anschließend absolvierte er die Militärakademie des Generalstabs der Streitkräfte der Russischen Föderation. Seit 2012 war er in höheren Verwendungen in der 6. Armee im Militärbezirk West eingesetzt, zwischen dem 31. Dezember 2015 und Februar 2019 als deren Kommandeur. Seit Februar 2019 diente er als Leiter der Abteilung Management an der Militärakademie des Generalstabes. Am 21. März 2023 wurde er als kommissarischer Befehlshaber der Streitkräfte des Militärbezirks Ost mit der Führung des Militärbezirks Ost betraut. Er folge damit auf Generaloberst Rustam Muradow.

## Dienstgrade
- Hauptmann – 1998
- Major – 2000
- Oberstleutnant – 2003
- Oberst – 2006
- Generalmajor – 2014
- Generalleutnant – 2017[2]